# Revolução sexual

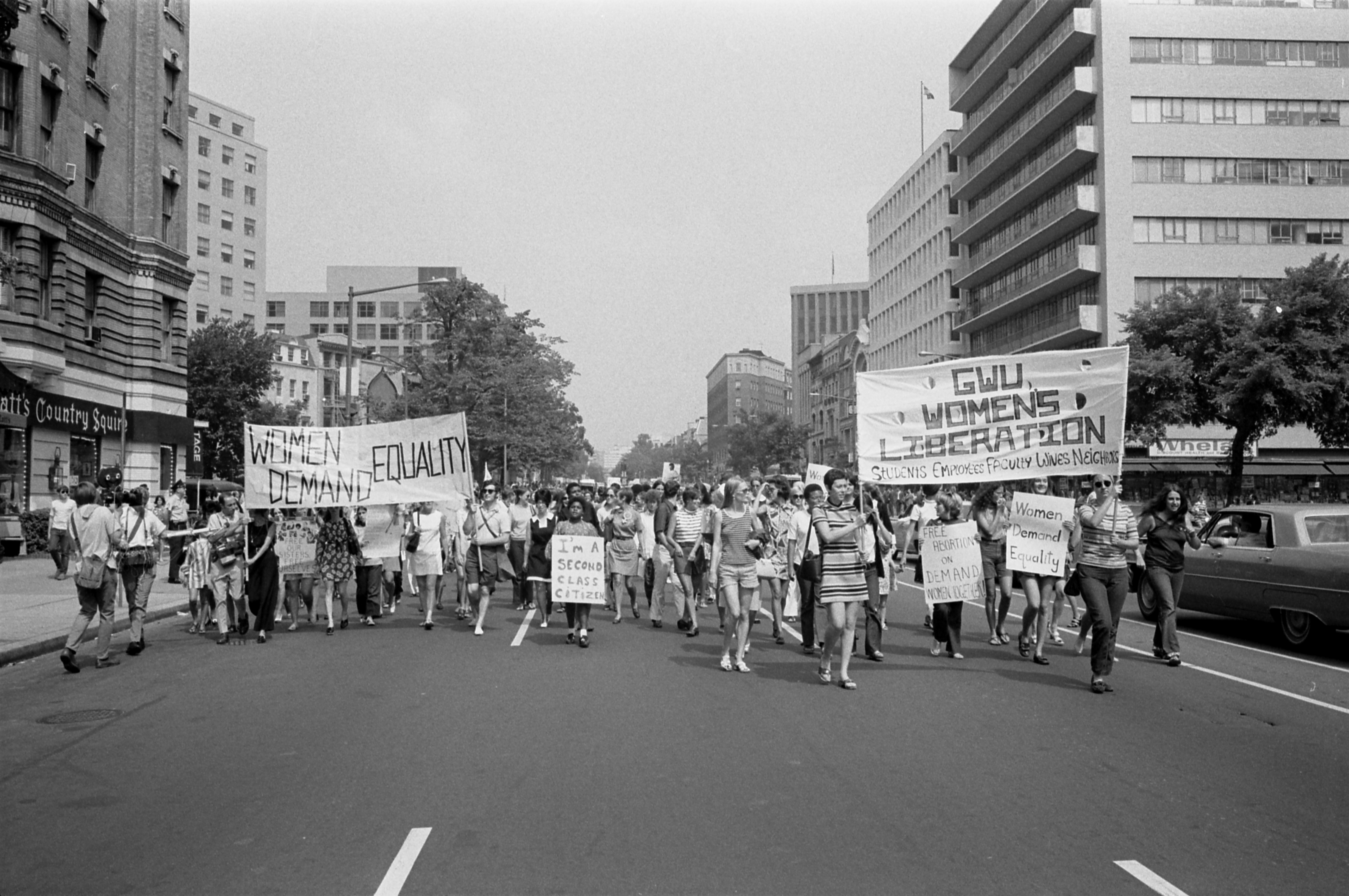
Passeata feminista em Washington, D.C. em 1970.

A revolução sexual ou liberação sexual é uma perspectiva social que desafia os códigos tradicionais de comportamento relacionados à sexualidade humana e aos relacionamentos interpessoais. O fenômeno ocorreu em todo o mundo ocidental dos anos 1960 até os anos 1970. Muitas das mudanças no panorama desenvolveram novos códigos de comportamento sexual, muitos dos quais tornaram-se a regra geral de comportamento.
A liberação sexual inclui uma maior aceitação do sexo fora das relações heterossexuais e monogâmicas tradicionais (principalmente do casamento). A contracepção e a pílula, nudez em público, a normalização da homossexualidade e outras formas alternativas de sexualidade e a legalização do aborto foram fenômenos que começaram a ganhar força nas sociedades ocidentais.
A expressão "revolução sexual" tem sido utilizada pelo menos desde o final da década de 1910 e, muitas vezes, lhe é atribuída ter sido influenciada pelos estudos de Freud sobre a liberação sexual e as questões psicossexuais.[carece de fontes?] Freud, entretanto, considerava todo ato sexual cujo propósito não fosse reprodutivo como uma perversão.
No final dos anos 1970 e 1980, a recentemente conquistada "liberdade sexual" foi explorada pelo grande capital, que procurou lucrar numa sociedade mais aberta com o advento da pornografia pública e da pornografia hardcore. O historiador David Allyn argumenta que a revolução sexual foi o momento de a sociedade "sair do armário" em relação ao sexo antes do casamento, masturbação, fantasias eróticas, pornografia e sexualidade.

## Histórico

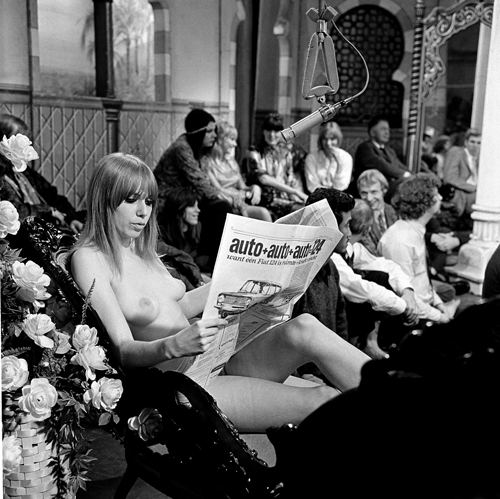
A artista neerlandesa Phil Bloom em 1967, conhecida como a primeira pessoa que ficou completamente nua em um programa de televisão.

A revolução sexual pode ser vista como uma consequência de um processo na história recente, apesar de suas raízes poderem ser rastreadas até o iluminismo (Marquês de Sade) e a era vitoriana (poemas de Algernon Charles Swinburne de 1866). Seu desenvolvimento aconteceu no mundo moderno, que assistiu a uma perda significativa do poder de valores de uma moral enraizada na tradição cristã e à ascensão das sociedades permissivas, que começaram a aceitar uma maior liberdade e experimentação sexual que se espalharam por todo o mundo, fenômeno este sintetizado pela expressão amor livre.
O período do puritanismo da Guerra Fria, dizem alguns, levou a uma rebelião cultural na forma da "revolução sexual". Apesar disso, no entanto, antes da década de 1920 e durante a era Vitoriana, a sociedade era muito mais conservadora do que nos anos 1930 e 1950. Devido à invenção da televisão e ao seu uso cada vez mais amplo, a grande maioria dos estadunidenses tinham um aparelho de televisão na década de 1960.
Este dispositivo de comunicação de massa, juntamente com outros meios de comunicação como rádio e revistas, podia transmitir informações em questão de segundos a milhões de pessoas, enquanto que apenas algumas poucas pessoas ricas influentes controlavam o que milhões de pessoas que iriam assistir. Alguns têm agora a teoria de que talvez esses meios de comunicação social tenham ajudado a difundir essas novas ideias entre as massas.
A difusão dessas novas ideias para a população através das mídias foi radical e durante o final dos anos 1960 a contracultura estava se tornando bem conhecida no rádio, jornais, televisão e outros meios de comunicação.
Um dos gatilhos para a revolução sexual moderna foi o desenvolvimento da pílula anticoncepcional, em 1960, que deu o acesso das mulheres à contracepção fácil e confiável. Outro fator provável eram as vastas melhorias em obstetrícia, o que reduziu o número de mulheres que morrem durante o parto o que, portanto, aumentou a expectativa de vida das mulheres.
Outros dados sugerem que a "revolução" foi mais diretamente influenciada pela independência financeira adquirida por muitas mulheres que entraram na força de trabalho durante e após a Segunda Guerra Mundial, fazendo com que a revolução fosse mais sobre a igualdade individual ao invés da independência biológica. Muitas pessoas, no entanto, dizem que é difícil apontar uma causa específica para este fenômeno de grande porte.

### Revoluções modernas

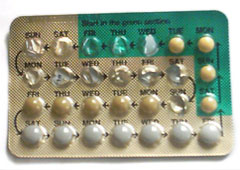
Embalagem semiusada de pílulas anticoncepcionais.

A Revolução Industrial no século XIX e o crescimento da ciência, tecnologia, medicina e saúde, resultou em melhores métodos anticoncepcionais. Os avanços na fabricação e na produção da borracha tornou possível a concepção e produção de preservativos que podem ser usados por centenas de milhões de homens e mulheres para evitar a gravidez a um custo reduzido.
Avanços na produção de aço e na imunologia tornou o aborto prontamente disponível e menos perigoso. Avanços em química, farmacologia e em conhecimentos de biologia e fisiologia humana levaram à descoberta e ao aperfeiçoamento dos primeiros anticoncepcionais também conhecido como "pílula". Comprar ou adquirir um afrodisíacos e/ou brinquedos sexuais se tornou "normal". O sadomasoquismo ("S&M") ganhou popularidade e o divórcio unilateral tornou-se legal e fácil de obter em muitos países durante os anos 1960 e 1970.
Todos estes desenvolvimentos tiveram lugar em paralelo e combinados com um aumento da alfabetização em todo o mundo e o declínio das práticas religiosas. Antigos valores, como a noção bíblica de "crescei-vos e multiplicai-vos", foram postos de lado conforme as pessoas passaram a se sentir alienadas do passado e a aprovar o estilo de vida moderno da cultura ocidental.
Outro fator que contribuiu para esta revolução mais moderna da liberdade sexual foram os estudos de Herbert Marcuse e Wilhelm Reich, que assumiu a filosofia de Karl Marx e outros filósofos e a misturou à liberdade dos direitos sexuais e à cultura moderna.
Quando se fala de revolução sexual, os historiadores fazem uma distinção entre a primeira e a segunda revolução sexual. Na primeira revolução sexual (1870-1910), a moral vitoriana perdeu seu apelo universal. No entanto, não levou ao surgimento de uma "sociedade permissiva". Exemplar para este período é o aumento e diferenciação nas formas de regulação da sexualidade.